# 汾阳市
汾阳市是中华人民共和国山西省的一个县级市，由吕梁市代管。位于山西中部，太原盆地西南缘。市人民政府驻永和西大街9號。

## 历史

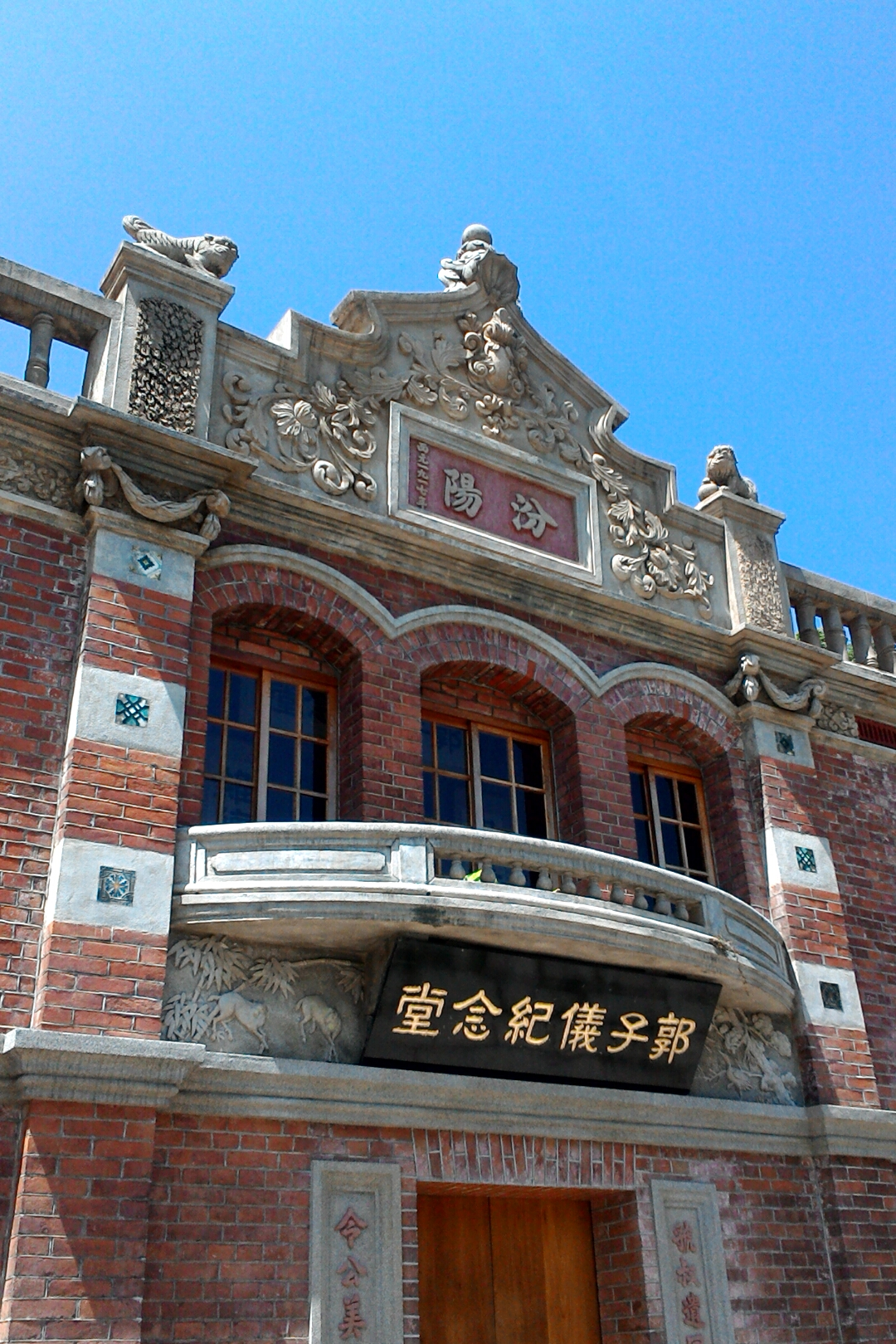
內湖郭氏古宅山牆上提有「汾陽」堂號。

秦朝置兹氏县，西晋改名隰城县，唐朝上元元年（760年）再改为西河县；明朝洪武元年（1368年）并入汾州，万历二十三年（1595年）升为汾州府并置汾阳县；民国初年废府存县；1996年撤县设市。

## 地理
汾阳地处吕梁山的东麓，境内兼具丘陵与平原地形；汾河的支流文裕河流贯。全市年平均气温9℃，降水量470毫米。

## 行政区划
汾阳市下辖2个街道办事处、9个镇、3个乡：
文峰街道、太和桥街道、贾家庄镇、杏花村镇、冀村镇、肖家庄镇、演武镇、三泉镇、石庄镇、杨家庄镇、峪道河镇、西河乡、阳城乡和栗家庄乡。

## 交通
- 铁路：太中银铁路（汾阳站）
- 公路： 青银高速、和汾高速公路（S66）、 307国道、 222省道、 223省道、 243省道、 340省道

## 人口
第七次全國人口普查（以2020年11月1日零時為標準時點）數據顯示：汾陽市常住人口為407647人。
2010年第六次全国人口普查汾阳市常住人口416212人。

## 经济
农业以种植小麦、高粱、稻谷、棉花为主，特产核桃。工业有食品、煤炭采掘等。
白酒是当地的主导产业，2022年汾阳市白酒产值201.5亿元、产量17.7万千升，产量为山西省的五分之四、全国清香型白酒的五分之一，其中龙头企业为汾酒集团，其产量又占全市的70%、产值占96%。

## 物产
- 汾阳的矿产有煤、石膏、铝矾土、铁、石灰岩、石英石、钾长石等。
- 野生动物有麝、豹、狐狸、狍 、野猪、山鸡、石鸡、褐马鸡等。
- 野生植物有猪苓、党参、甘草、黄芩、柴胡等。
- 土特产主要有汾酒、竹叶青酒、汾州核桃、长山药。

## 风景名胜
- 全国重点文物保护单位共9处：太符观、汾阳五岳庙、汾阳文峰塔、杏花村汾酒作坊、东龙观墓群、柏草坡龙天土地庙、峪口圣母庙、汾阳关帝庙、汾阳后土圣母庙、
- 山西省文物保护单位共23处：杏花村遗址、峪道河遗址、北垣底遗址、狄青墓、虞城五岳庙、汾阳法云寺、堡城寺龙王庙、齐圣广佑王庙、汾阳报恩寺、禅定寺、汾阳铭义中学、巩村古城址、演武寿圣寺、石家庄龙天庙、蔚光年宅院、后沟玲珑塔、岅峪东岳庙、刘家堡关帝庙、汾阳南薰楼、药师七佛多宝塔、东石龙天庙、南赵郡佛殿、汾阳教会医院旧址、
- 吕梁市文物保护单位：汾阳北门北关宋金墓群
- 汾阳市文物保护单位多处
- 中国历史文化名镇：杏花村镇

## 名人
- 郭子儀
- 王文素，明朝数学家
- 贾樟柯
- 恒安石
- 冀朝铸
- 冀朝鼎
- 郭德纲[5]

## 电影
以汾阳为背景的电影有：
- 《小武》
- 《山河故人》